# 中川幸平
中川 幸平（なかがわ こうへい、1890年（明治23年）8月1日 - 1969年（昭和44年）8月9日）は、大正から昭和期の実業家、政治家。参議院議員（2期）。

## 経歴
石川県出身。1910年（明治43年）石川県立工業学校（現石川県立工業高等学校）を卒業した。
1910年に織物業を創業した。その後、京都府織物試験場技手、小松織物工業組合理事長、石川県織物統制組合理事長、小松税務署所得税調査委員などを務めた。また、石川県会議員にも選出された。
1947年（昭和22年）4月の第1回参議院議員通常選挙に石川県地方区から日本自由党公認で出馬して初当選（補欠、任期3年）。1950年（昭和25年）6月の第2回通常選挙で再選され、参議院議員に連続2期在任した。この間、参議院建設委員長、同懲罰委員長、第4次吉田内閣行政管理政務次官などを務めた。
その後、北日本観光自動車代表取締役会長に就任した。
1965年（昭和40年）秋の叙勲で勲三等旭日中綬章受章。
1969年（昭和44年）8月9日死去、79歳。死没日をもって従四位に叙される。